# Bruno Bonfim
Bruno Bonfim (Anápolis, 18 maggio 1979) è un ex nuotatore brasiliano.
Specializzato nello stile libero, ha partecipato alle Olimpiadi di Atene 2004.

## Palmarès
- Giochi panamericani

Santo Domingo 2003: bronzo nei 400m sl.